# Histoire du yiddish
Cet article présente l'histoire du yiddish.

## Naissance et développement de la langue
L'hébreu a perdu son caractère de langage parlé dès avant l'ère chrétienne. Il a été remplacé par d'autres langues d'usage, nées de la fusion partielle de l'hébreu avec les idiomes des populations avoisinantes. L'origine de toute nouvelle langue juive est le résultat de la fusion de trois sortes de matériaux : des éléments de l'hébréo-araméen toujours vivants; des éléments de la langue  des populations environnantes et enfin des vestiges d'un parler juif antérieur, apporté depuis d'autres pays au fil des migrations.

### Alt Yiddish (1250 – 1500)
Le yiddish est né vers le XIIe siècle dans les communautés juives prospères de Lotharingie (en Rhénanie) autour de Mayence (Magenza), Cologne (Keln), Spire (Schapira), Worms (Wormaïza) et Trèves (Trier). Cette interprétation est soutenue par le grand linguiste du yiddish Max Weinreich. Cependant d’autres estiment que le yiddish serait né du côté de la frontière germano-polonaise. Les linguistes ont recherché son origine en utilisant des critères historico-linguistiques tels que la recherche de sa proximité la plus grande avec les différents dialectes allemands. Les quelques textes du Moyen Âge qui subsistent montrent cependant que le yiddish n'est pas né d'un unique dialecte allemand, mais d'une constellation de dialectes, notamment l'alémanique et le bavarois. Le yiddish est donc une langue de fusion composée d'éléments puisés dans la principale langue de contact, c'est-à-dire les dialectes allemands. On trouve aussi des traces d'ancien français, et une composante sémitique importante formée à partir de l'hébreu et de l'araméen.
La première inscription en yiddish date de 1272 ; il s'agit d’un fragment de prière écrit dans la marge du Mahzor de Worms (livre de prière pour les fêtes juives) qui se trouve actuellement à la bibliothèque nationale d’Israël. Le premier texte littéraire écrit en yiddish est le manuscrit de Cambridge datant de 1382. Une littérature naît, comprenant de la poésie et des traductions de la Bible. On y observe une relative uniformité linguistique.

### Mitl yiddish (1500 – 1700)

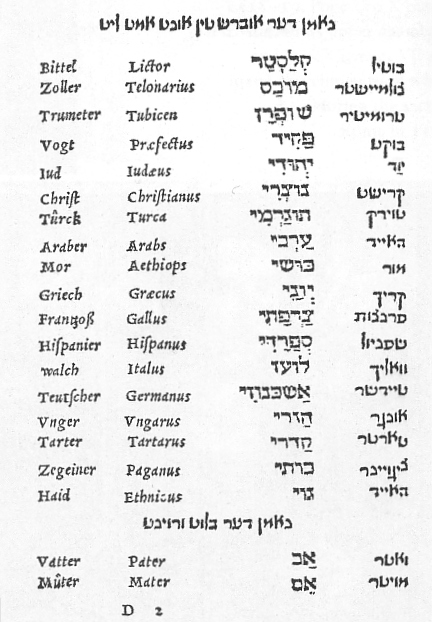
A page from the Shemot Devarim, un dictionnaire Yiddish-hébreu-Latin-allemand et son thesaurus, publié par Élie Bahur Lévita en 1542

À partir XIVe siècle, les communautés juives d'Europe occidentale migrent massivement en Europe centrale (Bohème-Moravie, Pologne et Lituanie) et vers la vallée du Danube. Le yiddish connaît un nouveau développement en intégrant des locutions en langues slaves : le tchèque, l'ukrainien, le biélorusse, le polonais ou le russe. Le contact avec la culture et les langues slaves eut un impact décisif sur la physionomie du yiddish, que ce soit en ce qui concerne la phonologie, la morphologie ou la syntaxe. C'est aussi à cette époque qu'a lieu la différenciation entre le vieux tronc occidental de la langue et les nouveaux dialectes dans l'aire slave. Au moment de l'essor de l'imprimerie, de nombreux ouvrages populaires sont édités en Italie du Nord, en Allemagne, à Prague, Lublin, Bâle ou Amsterdam. Sont imprimés de nombreuses traductions de la Bible, en vers et en prose, des poèmes liturgiques, des livres de prières, des interprétations des textes saints. Le plus célèbre ouvrage est le Tsenerene (Bâle, 1622), écrit par un prêcheur itinérant, Jacob ben Isaac Ashkénazi de Janov. Ce commentaire  de la Bible a connu des centaines d'éditions. La littérature yiddish du XVIe siècle comporte aussi des transpositions des chansons de geste germaniques ou les adaptations en vers des livres historiques de la Bible, rédigés à la manière des romans de chevalerie comme le Shmuel bukh et le Melokhim bukh (1544). Le Bovo bukh (1541) d'Élie Bahur Lévita, un humaniste juif originaire des environs de Nuremberg et installé à Venise après l'expulsion des Juifs de sa ville natale en 1499, est l'adaptation en yiddish de l'histoire d'un héros épique italien, lui-même adaptation du chevalier anglo-normand Beuve de Hanstone, le chevalier Buovo. Il est à l'origine de l'expression yiddish, Bove-mayse (histoire à dormir debout), devenu ensuite Bobe-mayse (histoire de grand-mère). Le Bovo bukh a été sans cesse réimprimé ou presque pendant plusieurs siècles. À la fin du XVIIIe siècle, des adaptations sont même publiées sous le titre Bove-mayse. La dernière édition date du début du XXe siècle. Quand Bovo a disparu de l'imaginaire ashkénaze, le mot a été remplacé par Bobe, un mot d'origine slave.
Au XVIIIe siècle, les Juifs d'Allemagne, attirés par l'idéologie rationaliste et assimilationniste de la Haskala, adoptent volontiers la langue allemande et abandonnent peu à peu le yiddish occidental. Il en est de même pour de nombreux Juifs de l'empire d'Autriche. À cette époque, les nombreux textes publiés en langue yiddish s'adressent principalement aux lecteurs populaires. Mais il ne subsiste qu'un faible pourcentage de la littérature de cette époque du fait des destructions qui ont eu lieu surtout durant la seconde guerre mondiale. Le mouvement hassidique (XVIIIe siècle), argumentant sur la sacralité de la langue hébraïque, donnera le départ d'une littérature d'érudition et de fiction. Le plus important est le recueil des légendes est les Shivhei ha-Besht, « Les louanges du Besht », (1815). Cette œuvre raconte les exploits miraculeux d'un des grands maîtres de la mystique juive. Les Sippurei mayses de Rabbi Nahman de Bratslav diffusent les thèmes de la kabbale par le biais de narrations poétiques et fantastiques d'une grande beauté.

### Naï yiddish (1700 - )
Les promoteurs de la Haskala, méprisent le yiddish, jargon du ghetto, stigmate d’un passé détesté et emblème d’une culture rejetée en bloc comme irrémédiablement obscurantiste. Ils écrivent cependant dans cette langue afin de diffuser leurs idées auprès de la masse des Juifs. On édite en yiddish des ouvrages de vulgarisation scientifique, des récits de voyage, des mélodrames, mais aussi des pamphlets contre le hassidisme, considéré comme un des obstacles majeurs à la modernisation de la société juive.

#### XIXesiècle
Les bouleversements provoqués par l’industrialisation et par l’urbanisation des populations font du yiddish la langue du prolétariat juif et favorisent considérablement la sécularisation de la culture traditionnelle, voire la critique de la société traditionnelle. L'essor de la presse et du livre bon marché au XIXe siècle permet de multiplier les ouvrages populaires et de les distribuer dans les moindres bourgades du monde ashkénaze. Les  troupes de théâtre se multiplient.
À la fin du XIXe siècle, la lutte pour le développement du yiddish sera entreprise avec ferveur par le mouvement ouvrier juif et, en particulier, par le Bund. Cette langue, parlée par les communautés juives d'Europe centrale et orientale, se répandra dans d'autres régions du monde, principalement aux États-Unis avec les vagues d'immigration de la fin du XIXe siècle et du début du XXe siècle. Un autre pôle de la culture yiddish n'est pas à négliger.
À partir du XIXe siècle a été créée une langue standard, la klal shprakh, avec une grammaire normalisée et un enseignement universitaire. Elle est fondée sur le yiddish lituanien. Cette langue  gomme en partie les disparités entre les dialectes et donne au yiddish une plus grande uniformité et respectabilité. Le yiddish assimile également au cours de cette période beaucoup du vocabulaire dit international, surtout composé de mots néo-grecs ou néo-latins couramment employés dans la terminologie politique, technologique ou scientifique. Ce travail est dû à Samuel Joseph Finn (1820-1890) qui avec d'autres auteurs lituaniens  pose les fondations de l'historiographie de la littérature juive en yiddish. 
La stabilisation de la langue a stimulé la création littéraire. Cette langue littéraire est d'une grande richesse et souplesse. Elle garde de nombreux liens avec les sources de la tradition hébraïque : la Bible, les  Midrashim, les commentaires de la Torah.
Mendele Moicher Sforim, Sholem Aleikhem, Isaac Leib Peretz, donnent à la littérature yiddish ses lettres de noblesse. Le yiddish, longtemps considéré comme le « jargon juif du ghetto », est devenu une langue de savoir, d'étude et de création. La littérature yiddish ne s'intéresse pas qu'au monde juif, elle prend part aux principaux mouvements de l'avant-garde européenne, entre autres le symbolisme ou l'expressionnisme.

#### XXesiècle

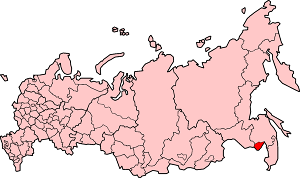
Le Birobidjan

L'énorme travail pour la constitution d'une langue et d'une littérature, a servi de base à la Geshikhte fun der yidisher literatur («Histoire de la littérature juive»), écrite en yiddish par l'historien Israël Zinberg, publiée à Vilnius entre 1927 et 1937. En 1925, un Institut scientifique yiddish (YIVO) est fondé à Berlin. Très vite, il déménage à Wilno/ Vilnius où il devient le centre des études de l'histoire des Juifs d'Europe orientale. En 1940, il s'installe à New-York mais sans pouvoir transporter sa riche documentation.
La révolution communiste de 1917, puis la création de l'URSS en 1921 isole certaines communautés, tout en permettant un développement culturel majeur (on comptait environ 150 journaux en yiddish) et plus de 7 500 livres et brochures. À la fin des années 1920, Staline créa au Birobidjan (région jouxtant la frontière chinoise à l'extrême sud-est de la Sibérie), une Région automne juive dont la langue officielle est le yiddish. Le Birobidjan existe toujours. On y enseigne encore le yiddish dans quelques écoles. Mais il n'y reste qu'environ 4 000 juifs, et le projet fut un échec. Aux États-Unis, la littérature yiddish commence à se développer après la Première Guerre mondiale. Isaac Bashevis Singer, émigré aux États-Unis en 1935 et prix Nobel de littérature en 1978 en est le plus illustre représentant.
Le nombre de personnes dont la langue maternelle est le yiddish dépasse largement les 11 millions dans le monde à la fin des années 1930. C'est en Europe qu'on trouve le plus de yiddishophones: 8 millions dont 3,3 millions en Union Soviétique, 800 000 en Roumanie, 250 000 en Hongrie, 180 000 en Lituanie. Dans la Pologne de l'entre-deux-guerres, il existe plus de 1 700 titres.  Des recherches partant de 364 ouvrages yiddish publiés en 1923 ont montré la répartition suivante: 24,4 % relevaient des belles lettres, 13,5 % étaient destinés à de jeunes lecteurs, 11 % étaient des manuels, 8,5 % de la poésie, 8,8 % des pièces de théâtre; 25 titres traduits d'autres langues; quant au lieu de publication, plus de 70 % de ces ouvrages étaient parus en Pologne, 13 % en Allemagne, 6 % aux États-Unis et 6 % en URSS. Le yiddish a été presque entièrement anéanti en Europe en même temps que le monde juif pendant la Shoah, le khurbn  en yiddish (de l'hébreu khurban, destruction). De plus, le patrimoine issu des 600 ans de culture yiddish lituanienne a été détruit ou démantelé. Cette destruction a commencé, dès 1940. Elle a été menée d'abord par M. Pohl, attaché scientifique au musée oriental de Francfort qui, tout en suivant des instructions du Reichsleiter Alfred Rosenberg, a envoyé à Francfort quatre-vingt-quatre coffres de documents inestimables, dont 20 000 livres rares, quatre incunables et autres précieuses collections anciennes juives. En même temps, 80 000 livres de cette bibliothèque et d'autres bibliothèques juives sont vendus à une usine de papier, en tant que papier à recycler. Un adjudant allemand a jeté le contenu de six des quatre-vingt-quatre coffres pour transporter des porcs et a vendu les reliures de cuir à une usine de chaussures. En mai 1942, cinq chargements de camions de livres juifs de la bibliothèque  de Kaunas sont envoyés dans une usine de papier, de même que les collections particulières.
De plus, en URSS, entre les années 1940 à 1950, les autorités entreprennent une répression envers les locuteurs et les intellectuels de langue yiddish. En 1948, toutes les institutions culturelles juives sont fermées, y compris les orphelinats, les jardins d'enfants et les classes juives des écoles primaires en Lituanie, en Biélorussie et en Ukraine: toutes les collections de folklore et de dialectologie des institutions académiques juives de Minsk et de Kiev sont détruites, les auteurs yiddish interdits. Si les Juifs russes et ukrainiens sont aujourd'hui assimilés, on peut l'attribuer à l'histoire soviétique 
En Israël, le yiddish, langue majoritaire des émigrants d'Europe centrale et orientale (Yiddishland), a souvent été considéré comme un obstacle au développement de l'hébreu moderne et a du mal à se maintenir. Les autorités ont témoigné au mieux de l'indifférence et au pire de l'hostilité à l'égard de la culture yiddish, considérée comme un héritage de l'exil. On estime que 2 millions de personnes continuent à le pratiquer, du moins en tant que deuxième langue, principalement aux États-Unis et en Israël, mais aussi en Europe orientale et occidentale.  
Le Yiddish s'est maintenu en tant que langue principale dans certaines communautés harédies de la diaspora comme en Israël (notamment à Bnei Brak), ainsi à Kiryas Joel ville de 13 000 habitants de l'État de New York aux États-Unis, 90 % de la population déclare utiliser le Yiddish comme première langue. En France aujourd'hui, 60 à 80 000 personnes l'utilisent comme langue vernaculaire et 150 000 comme langue maternelle.
Dans les milieux juifs laïques, on assiste actuellement à un regain d'intérêt pour le yiddish notamment auprès des jeunes Juifs de la diaspora, accès privilégié au patrimoine culturel juif, marqueur d'identité et lien avec la mémoire et l'histoire ashkénazes. c'est en France que l'on trouve la vie yiddish la plus intensive d'Europe occidentale. Paris est le lieu d'activité du sculpteur mondialement connu Jacques Lipchitz, né à Druskininkai, en Lituanie. Paris est la seule ville européenne où des émissions sont diffusées en yiddish. Des cours de yiddish pour enfants sont dispensés par diverses organisations juives. Des intellectuels juifs émigrés de Pologne au cours de la période de Gomulka ou d'URSS ont créé le Centre culturel yiddish de Paris. La littérature juive connaît à son tour un regain de tendresse vis-à-vis de la culture classique dont cette langue est le véhicule. De nombreux personnages des œuvres juives, américaines ou françaises, sont imprégnés de l'humour « typique » du folklore yiddish. Popeck est un bon exemple.